# James Heatly
James Heatly (né le 20 mai 1997) est un plongeur britannique (écossais).

## Carrière
Lors des Jeux du Commonwealth de 2018, il remporte la médaille de bronze du tremplin, devenant seulement le second Écossais à remporter une médaille en plongeon à ces Jeux depuis que son grand-père, sir Peter Heatly, a remporté l’or en 1958.
Aux Championnats d'Europe de plongeon 2019, elle est médaillée de bronze du tremplin à 3 mètres.

Il est médaillé d'argent en tremplin synchronisé mixte à 3 mètres avec Grace Reid aux Jeux européens de 2023